# 施源
施源（1989年11月5日—），東南衛視主播，出生於福州，四川师范大学畢業在校時參與奥运会开闭幕式礼仪引导员選拔中選。2008年擔任北京奥运会开幕式引导员；2008年亚洲小姐四川赛区季军。
2011年後加入南京电视台之後升為《直播南京》、《大刚说新闻》、《爱尚生活》主持人，2012年5月至2012年7月，施源作为江苏省援藏主持人赴西藏，短期担任拉萨电视台《拉萨新闻》主播歷練。後任珠海電視台《珠海生活圈》、《看澳門》主持人，現任東南衛視《海峽午報》副主播、《海峽新幹線》主播。